# 1925 في الجزائر
الأحداث من عام 1925 في الجزائر .

## المواليد

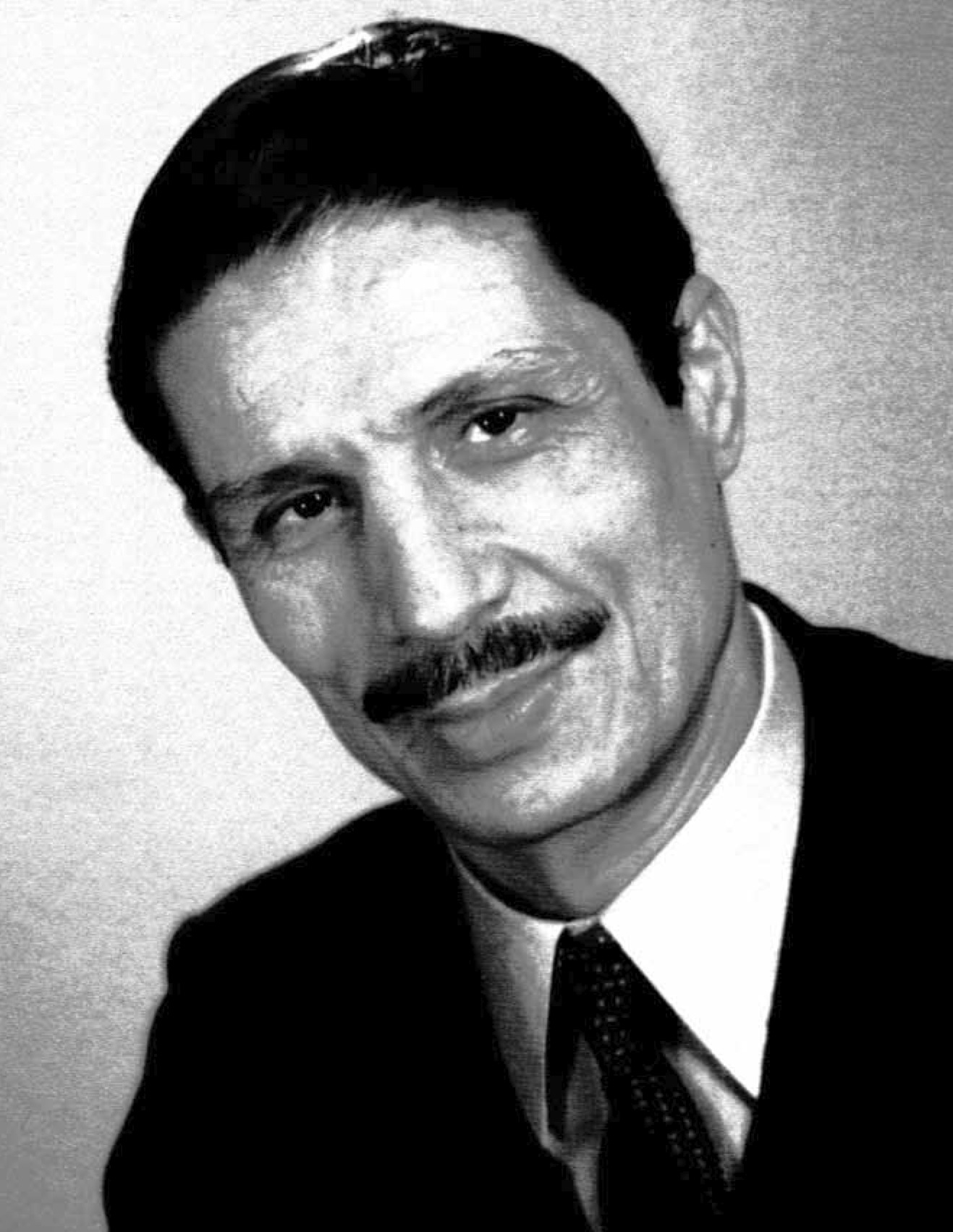
دحمان الحراشي

### يناير
- 9 يناير – عبد الحميد بن هدوقة (ت. 1996) أديب وروائي جزائري. يعتبر صاحب أول رواية جزائرية باللغة العربية «ريح الجنوب».

### مارس
- 16 مارس - علي النمر - هو أحد الشخصيات التاريخية، ورجل حرب، وشهيد من شهداء الثورة التحريرية الجزائرية .

## أبريل
- 2 أبريل – سعيد شيبان – أستاذ طب العيون[1] جزائري ووزير الشؤون الدينية والاوقاف السابق في حكومة مولود حمروش الأولى (من 9 سبتمبر 1989 إلى 25 يوليو 1990) وحكومة حمروش الثانية (من 25 يوليو 1990 إلى 4 يونيو 1991) والرئيس الأسبق لجمعية العلماء المسلمين الجزائريين، وشقيق الشيخ عبد الرحمن شيبان

### يوليو
- 7 يوليو - دحمان الحراشي - موسيقار،مؤلف،ملحّن ومغنّي في نوع الشّعبي العاصمي. ( في الصورة )

- 20 يوليو - فرانز عمر فانون طبيب نفسانيّ وفيلسوف اجتماعي

### سبتمبر
- 27 سبتمبر - عمار بن عودة - هو مناضل وعقيد في جيش التحرير الوطني، وعضو في مجموعة الـ 22 التاريخية التي فجرت ثورة نوفمبر، وأحد أعضاء الوفد الجزائري الذي أدار مفاوضات إيفيان مع فرنسا الاستعمارية .

### ديسمبر
- 19 ديسمبر - رابح بيطاط - الرئيس الرّابع للجزائر منذ التكوين والرئيس الثالث منذ الاستقلال لفترة انتقالية قصيرة.